# Roccalumera

Ubicació de Roccalumera dins de la província

Roccalumera (sicilià Roccalumera) és un municipi italià, dins de la ciutat metropolitana de Messina. L'any 2009 tenia 4.289 habitants. Limita amb els municipis de Fiumedinisi, Furci Siculo, Mandanici, Nizza di Sicilia i Pagliara.

## Administració
| Període | Identitat      | Partit        |
| ------- | -------------- | ------------- |
| 2008-   | Giovanni Miasi | Llista cívica |